# Neon Jungle
Neon Jungle — британский гёрл-бэнд, состоящий из Амиры МакКарти, Джесс Пламмер, Шерин Каткелвин и Асами Здренки. Девушки стали более известны благодаря своему второму синглу «Braveheart», который достиг максимального уровня с № 4 на британском хит-параде. Их первый сингл «Trouble» достиг № 12 на британском хит-параде.
Выступали на Victoria Secret Show с синглом Trouble.

## Участницы

### Шерин Каткелвин
Шерин Каткелвин (англ. Shereen Cutkelvin; 2 декабря 1996, Ланарк, Шотландия) — самая молодая участница группы. Есть два брата один из них Кайл Каткелвин. Шерин признаёт, что она очень застенчива, но это никогда на мешало ей в стремлении к карьере певицы. Музыка в её жизни играет большую роль, и по её словам «петь она начала с того дня, как научилась ходить и говорить». Её отец сыграл большую роль в её стремлении, она называет его «своим кумиром». Он (певец/композитор) как раз и развил в девушке любовь к музыке. Шерин говорит, что чувствует, будто «родилась не в своем поколении». Она упоминает о своей любви к Motown, Дайане Росс и The Temptations. Шерин стала выкладывать кавера на YouTube вместе с видео с её семьей. Так её заметили и пригласили на прослушивание. Каткелвин также упоминает о том, что до участия в группе, она работала на Sony Music Entertainment.

### Амира МакКарти
Амира МакКарти (англ. Amira McCarthy; 2 февраля 1996, Лондон, Англия) — участница группы. Амира решила стать певицей, когда она приняла участие в конкурсе вокалистов в своей школе Westminster Academy. МакКарти была найдена кастинг-агентами в лондонском торговом центре Westfields Shopping Centre. Позже она прошла кастинг и стала четвёртой участницей группы, окончательно закрепив состав.

### Джесс Пламмер
Джессика Кейт «Джесс» Пламмер (англ. Jessica Kate "Jess" Plummer; 16 ноября 1992, Лондон, Великобритания) — самая старшая участница группы. Ранее работала в качестве актрисы, успела сняться в сериале «Волшебники против пришельцев» снялась во втором сезоне в первых двух сериях, сыграла девушку Хлою. Её музыкальными идолами являются Мэрайя Кэри, Рианна и Джесси Джей. Джесс была обнаружена менеджером группы в Brick Lane и приглашены на прослушивание.

### Асами Здренка
Асами Здренка (англ. Asami Zdrenka; 15 сентября 1995, Япония; ныне проживает в графстве Саффолк, Великобритания — участница группы. Здренка наполовину японка, а на половину англичанка. Есть старшая сестра Эйри Здренка. Асами сказала, что всегда любила петь, а её мама была певицей. Дедушка Асами продавал альбомы её матери в Японии. Здренка стала выпускать видео на YouTube, и она привлекла внимание агентов. Встречалась с Джорджем Шелли из группы Union J.

## Музыкальная карьера и распад группы
«Schools Tour» — так называемый «Школьный Тур», девочки летом посещали школы с выступлениями, первую школу девочки посетили 2 июля 2013 г. Они посетили такие школы, как: Booker Avenue Junior School, Gilmour Junior School и другие. 10 февраля 2013 года, после серии прослушиваний, Шерин Каткелвин, Амира МакКарти, Джесс Пламмер и Асами Здренка были сформированы в группу. В мае группа начала запись своего сингла «Trouble». 30 августа 2013 года, Neon Jungle выпустили свой дебютный сингл в качестве сингла для своего дебютного студийного альбома. 8 сентября 2013 года сингл достиг № 12 в британском хит-параде. Затем, в октябре, девушки объявили, что будут поддерживать Джесси Джей. Второй сингл группы «Braveheart» был выпущен в Великобритании 19 января 2014 года.
7 июля 2015 года участницы британской группы Neon Jungle объявили о своем распаде.